# راديو مصر الجديدة
راديو مصر الجديدة هو راديو شبابي اجتماعي هادف ممتع يحظى بشعبيه كبيرة على مستوى الوطن العربي والعالم يناقش قضايا الشارع العربي ومشاكلهم ويقدم كل ماهو مفيد وهادف ويخدم تنمية المجتمع في جميع المجالات (الطبية - أستشارات اجتماعيه - تنمية بشرية - علمية وتكنولوجية - ثقافية وادبية)، كما أنه يقدم العديد من البرامج الترفهية الهادفة بأسلوب راقي وجديد حيث من اهداف الإذاعة الارتقاء بي مستوى المستمع المصري والعربي كما تعتبر الإذاعة أول اذاعة على الإنترنت وذلك لنوافر المواصفات العالمية للاذاعات على الإنترنت فيها بسبب تجهيزاته والفريق القائم على ادارته. كما أنه اثبت في وقت قصير انه أحد أهم الإذاعات المصرية.

## شعار الإذاعة
راديو مصر الجديدة.. راديو مصري بجد، وهو الشعار الذي انطلق منه فكر وخطة الإذاعة والذي طهر في نوعية البرامج المقدمة.

## البث الرسمي
بداية البث الرسمي للإذاعة كانت في 15 رمضان الموافق 15/8/2011 باول برنامج وهو «حكاية خيمة» والذي حقق نجاح منقطع النظير منذ بدايته حيث لم يمضِ على بدء الإذاعة 10 أيام إلى أن تجاوز عدد مستمعي الإذاعة 15000 مستمع وتجاوز عدد زوار الموقع 1000000 زائر من محتلف أنحاء العالم وهذا ما دعى بعض الاعلامين والصحفين إلى تسميت لاذاعة بانها الجيل الثالث أو الجديد للاذاعات حيث لم تصل أي إذاعة أخرى إلى هذا الرقم من قبل.
كانت البداية مع مذيعين وهم من ضمن الخمسة المؤسسين للإذاعة وهم بترتيب دخولهم للإذاعة "أحمد غانم والذي يشغل منصب المدير التنفيذي لها، ريم شرف والتي تتولى إدارة البرامج، وتامر جابر والمسؤول عن الإنتاج والتدريب بالإذاعة" بالإضافة إلى كلا من "مهندس منتصر عامر وهو رئيس مجلس إدارة الإذاعة والمالك لها، عصام أحمد نائب رئيس مجلس الإدارة والمالك للإذاعة.

## دعم المواهب
يذكر ان راديو مصر الجديدة يهدف إلى دعم المواهب الشابة منذ بدايته حيث يحرص دائما إلى تقديم مواهب شابة جديدة إلى المستمعين وكانت من اوائل هذه المواهب الدفعة الأولى المتخرجة من الموسم الأول من برنامج اختيار المذيعين «قريبا اون اير» (اية خميس، على منير، شيماء خليل، نهى عصام، ياسمين حمدي)، أما الدفعة الثانية فكانت تحت اسم «قريبا أون اير2» وتخرج منها، كل من (أحمد عادل، زينة السعيد، فداء محمود، ياسمين سعودي، سارة المغربي).

## البث
يبث راديو مصر الجديدة من القاهرة بجمهورية مصر العربية وعلى مدار 24 ساعة جميع أيام الأسبوع ومعظم البرامج ب

## برامج الإذاعة
- حكاية خيمة «برنامج خاص بشهر رمضان»
- مصر عاملة ايه!
- قريبا اون اير
- هارموني
- ريد كاربت
- اندرجراوند باندز
- على قديمه
- اسمعها عندنا
- اولدز جود
- كابل

## وصلات خارجية
الموقع الرسمي لراديو مصر الجديدة

http://www.masrelgdida.com
للاستماع مباشرة إلى الإذاعة

http://www.masrelgdida.com/listen.html
الصفحة الرسمية للاذاعة على الفيس بوك  على فيسبوك.
 على فيسبوك.
http://www.facebook.com/RadioMasrElGdida
إنترنت|راديو إنترنت
إنترنت